# Латроп, Барбур
Томас Барбур Латроп (англ. Thomas Barbour Lathrop; 28 января 1847, Алегзандрия, Виргиния — 17 мая 1927, Филадельфия, Пенсильвания) — американский филантроп и путешественник.

## Биография
Родился 28 января 1847 года в Алегзандрии, штат Виргиния, в семье Джэдэдии Хайда Латропа и Марианы Брайан. Его старшим братом был бизнесмен и коллекционер Брайан Латроп, а младшей сестрой — Флоренс Латроп. Когда началась Гражданская война в США, отец Латропа, аболиционист, перевёз семью в Чикаго. Латроп провёл два года в школе-интернате в Нью-Йорке, а затем учился в Германии, в Боннском университете. Вернувшись из Европы, он поступил на юридический факультет Гарвардского университета, который окончил в 1869 году. По материнской линии Латроп был членом влиятельной семьи Барбур.
Латроп воспротивился воле отца и не стал заниматься юридической практикой, за это он был лишён дальнейшей финансовой помощи. Переехав в Сан-Франциско в начале 1870-х годов, Латроп работал репортёром в газете «Сан-Франциско морнинг колл» (The San Fransisco Morning Call). Латроп был одним из первых членов Богемского клуба.
После смерти отца в 1887 году Томас Барбур Латроп получил свою долю наследства и стал очень богатым человеком. Он оставил работу репортёра, занялся благотворительностью и путешествиями. В 1893 году на пароходе в Неаполь Латроп встретил молодого биолога Дэвида Фэрчайлда, которого он убедил заняться исследованиями растений. Он финансировал Фэрчайлда и сопровождал его в ранних поездках, целью которых стали поиски растений для интродукции в Соединённые Штаты. Путешествия с Фэрчайлдом подробно описаны в книге Марджори Стоунман Дуглас Adventures in a Green World («Приключения в зелёном мире»). За свой вклад в американское садоводство и ботанику Латроп был награждён медалью Мейера (1920), которая вручается за выдающиеся заслуги в области акклиматизации растений в США. Тропа Барбура Латропа на острове Барро-Колорадо в Панаме названа его именем в знак признания поддержки тропической исследовательской станции на острове.
80-летний Латроп скончался 17 мая 1927 года в Филадельфии, где он остановился в отеле Бельвью-Стрэтфорд во время своей ежегодной поездки в Сан-Франциско.